# Viola sfikasiana
Viola sfikasiana är en violväxtart som beskrevs av M. Erben. Viola sfikasiana ingår i släktet violer, och familjen violväxter. Inga underarter finns listade i Catalogue of Life.